# Per Gustaf Hamberg
Per Gustaf Hamberg, född den 7 september 1913 i Uppsala, död den 11 september 1978 i Göteborg, var en svensk konsthistoriker. Han var son till professor Axel Hamberg (1863–1933) och dennes hustru Sigrid Nordlund (1885–1959).
Hamberg växte upp i Uppsala och efter faderns pensionering 1928 i Djursholm, där han tog studenten vid Djursholms samskola. Han blev fil. lic. 1940 och fil. dr samt docent i konsthistoria i Uppsala 1945 på avhandlingen Studies in Roman Imperial art. En del av avhandlingsarbetet utfördes i Rom 1943, mitt under andra världskriget. Ur hans övriga produktion kan nämnas Tempelbygge för protestanter (1955) och Norrländska kyrkoinredningar - idéhistoria, kulturförbindelser, mästare (1973). I serien "Konsten i Sverige" skrev han Vasatiden och den karolinska tiden, som utgavs postumt 1981.
År 1959 utsågs han till professor i konsthistoria med konstteori vid Göteborgs universitet, en tjänst som han uppehöll fram till sin bortgång.
Hamberg är begravd på Västra kyrkogården i Göteborg. Han var gift med Ulla Berlin (1925–2012), dotter till borgmästare Nils Berlin (1888–1969) och dennes hustru Anna Abrahamsson (1896–1970).